# Aliza Lawi
Aliza Lawi (hebr.: עליזה לביא, ang.: Aliza Lavie, ur. 23 września 1964 w Kefar Sawie) – izraelska polityk, w latach 2013–2019 poseł do Knesetu z listy Jest Przyszłość.
W wyborach parlamentarnych w 2013 po raz pierwszy dostała się do izraelskiego parlamentu. W przyśpieszonych wyborach w 2015 ponownie zdobyła mandat poselski.
W kwietniu 2019 utraciła miejsce w parlamencie.